# Boulogne-sur-Gesse
Pour les articles homonymes, voir Boulogne et Gesse.
Boulogne-sur-Gesse (en gascon : Bolonha de Gessa) est une commune française située dans l'ouest du département de la Haute-Garonne, en région Occitanie. Sur le plan historique et culturel, la commune est dans le pays de Comminges, correspondant à l’ancien comté de Comminges, circonscription de la province de Gascogne située sur les départements actuels du Gers, de la Haute-Garonne, des Hautes-Pyrénées et de l'Ariège.
Exposée à un climat océanique altéré, elle est drainée par la Gimone, la Gesse, Nom inconnu, Nom inconnu et par divers autres petits cours d'eau. La commune possède un patrimoine naturel remarquable : un site Natura 2000 (les « côtes de Bieil et de Montoussé ») et trois zones naturelles d'intérêt écologique, faunistique et floristique.
Boulogne-sur-Gesse est une commune rurale qui compte 1 658 habitants en 2022. Ses habitants sont appelés les Boulonnais ou  Boulonnaises.
Le patrimoine architectural de la commune comprend deux  immeubles protégés au titre des monuments historiques : l'église Sainte-Marie, inscrite en 1950, et la halle-mairie de Boulogne-sur-Gesse, inscrite en 2004.

## Géographie

### Localisation

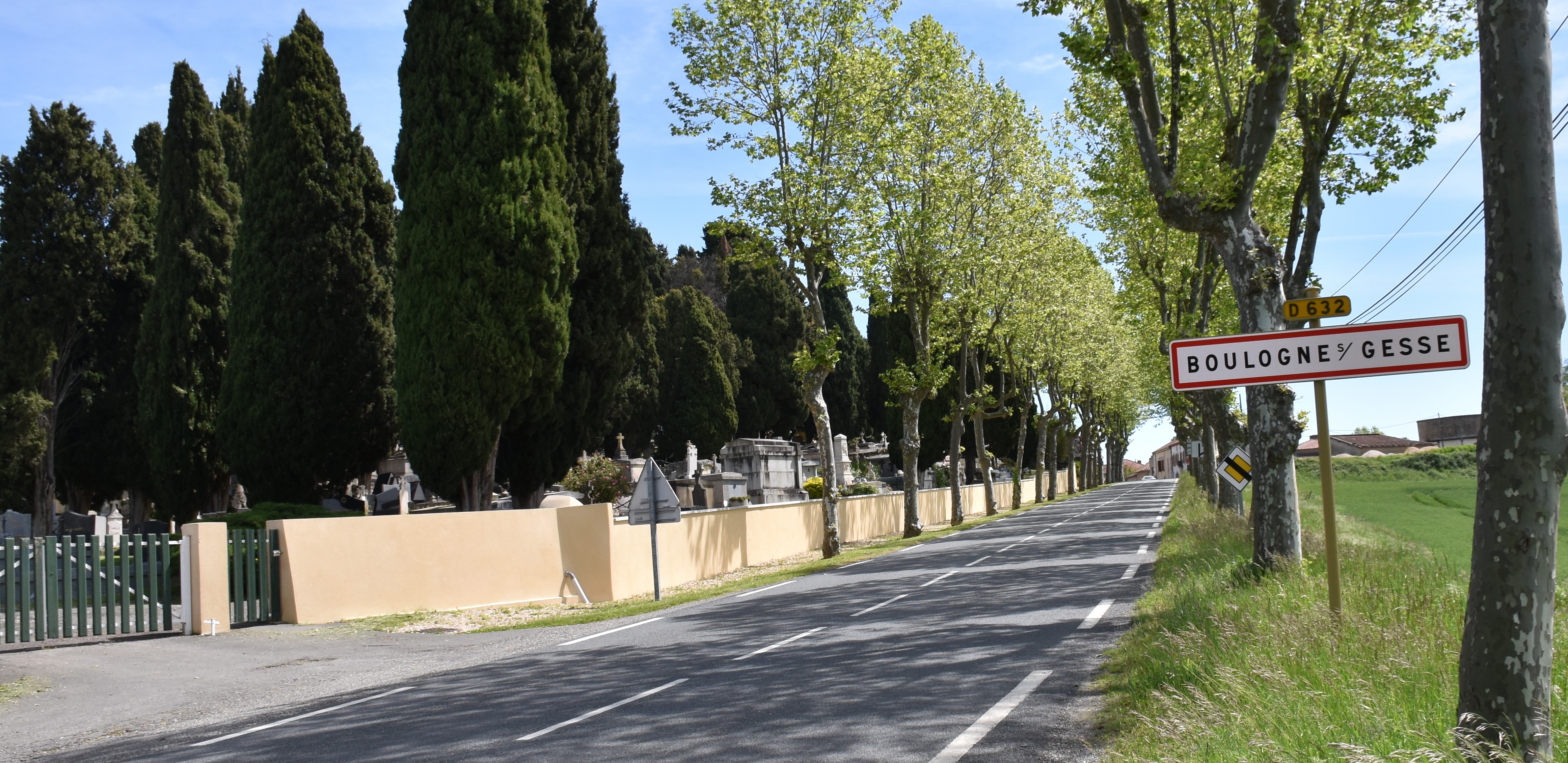
Une entrée de la commune.

La commune de Boulogne-sur-Gesse se trouve dans le département de la Haute-Garonne, en région Occitanie.
Elle se situe à 73 km à vol d'oiseau de Toulouse, préfecture du département, et à 21 km de Saint-Gaudens, sous-préfecture.
Les communes les plus proches sont : 
Blajan (3,2 km), Thermes-Magnoac (4,4 km), Lalanne-Arqué (4,4 km), Saint-Pé-Delbosc (4,8 km), Mondilhan (5,2 km), Casterets (5,2 km), Péguilhan (5,8 km), Betbèze (5,9 km).
Sur le plan historique et culturel, Boulogne-sur-Gesse fait partie du pays de Comminges, correspondant à l’ancien comté de Comminges, circonscription de la province de Gascogne située sur les départements actuels du Gers, de la Haute-Garonne, des Hautes-Pyrénées et de l'Ariège.
Boulogne-sur-Gesse est limitrophe de neuf autres communes dont deux dans le département des Hautes-Pyrénées et deux dans le département du Gers.
Les communes limitrophes sont  Blajan, Gensac-de-Boulogne, Lalanne, Lalanne-Arqué, Mondilhan, Mont-d'Astarac, Péguilhan, Saint-Pé-Delbosc et Thermes-Magnoac.
| Mont-d'Astarac (Gers), Thermes-Magnoac (Hautes-Pyrénées) | Lalanne-Arqué (Gers) | Péguilhan        |
| Lalanne (Hautes-Pyrénées)                                | Boulogne-sur-Gesse   | Mondilhan        |
| Gensac-de-Boulogne                                       | Blajan               | Saint-Pé-Delbosc |

### Géologie et relief
La superficie de la commune est de 2 473 hectares ; son altitude varie de 243  à   388 mètres.

### Hydrographie
Elle est drainée par la Gimone, la Gesse, un bras de la Gesse, le ruisseau de Bartaus, le ruisseau de Barthère, le ruisseau de la garnère, le ruisseau de Maucabanne, le ruisseau des Baraques, le ruisseau des Carretès, le ruisseau des Coupales le ruisseau de Séraut le ruisseau du Coucut et par divers petits cours d'eau, constituant un réseau hydrographique de 35 km de longueur totale,.
La Gimone, d'une longueur totale de 135,7 km, prend sa source dans la commune de Saint-Loup-en-Comminges et s'écoule du sud vers le nord. Il traverse la commune et se jette dans la Garonne à Castelferrus, après avoir traversé 54 communes.
La Gesse, d'une longueur totale de 52,1 km, prend sa source dans la commune d'Arné et s'écoule vers le nord-est. Il traverse la commune et se jette dans la Save à Espaon, après avoir traversé 21 communes.

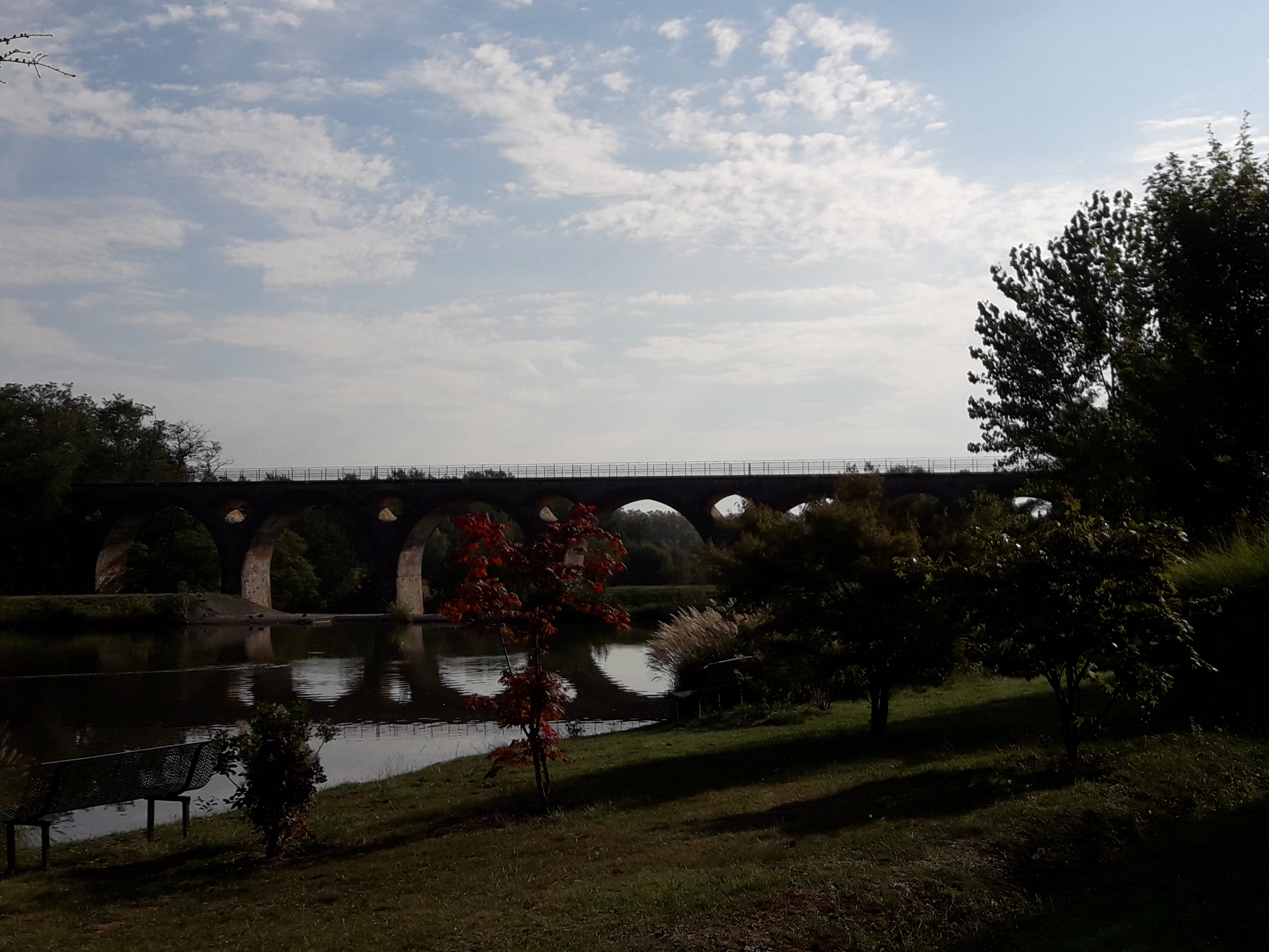
Le lac à proximité du viaduc des Coucuts.
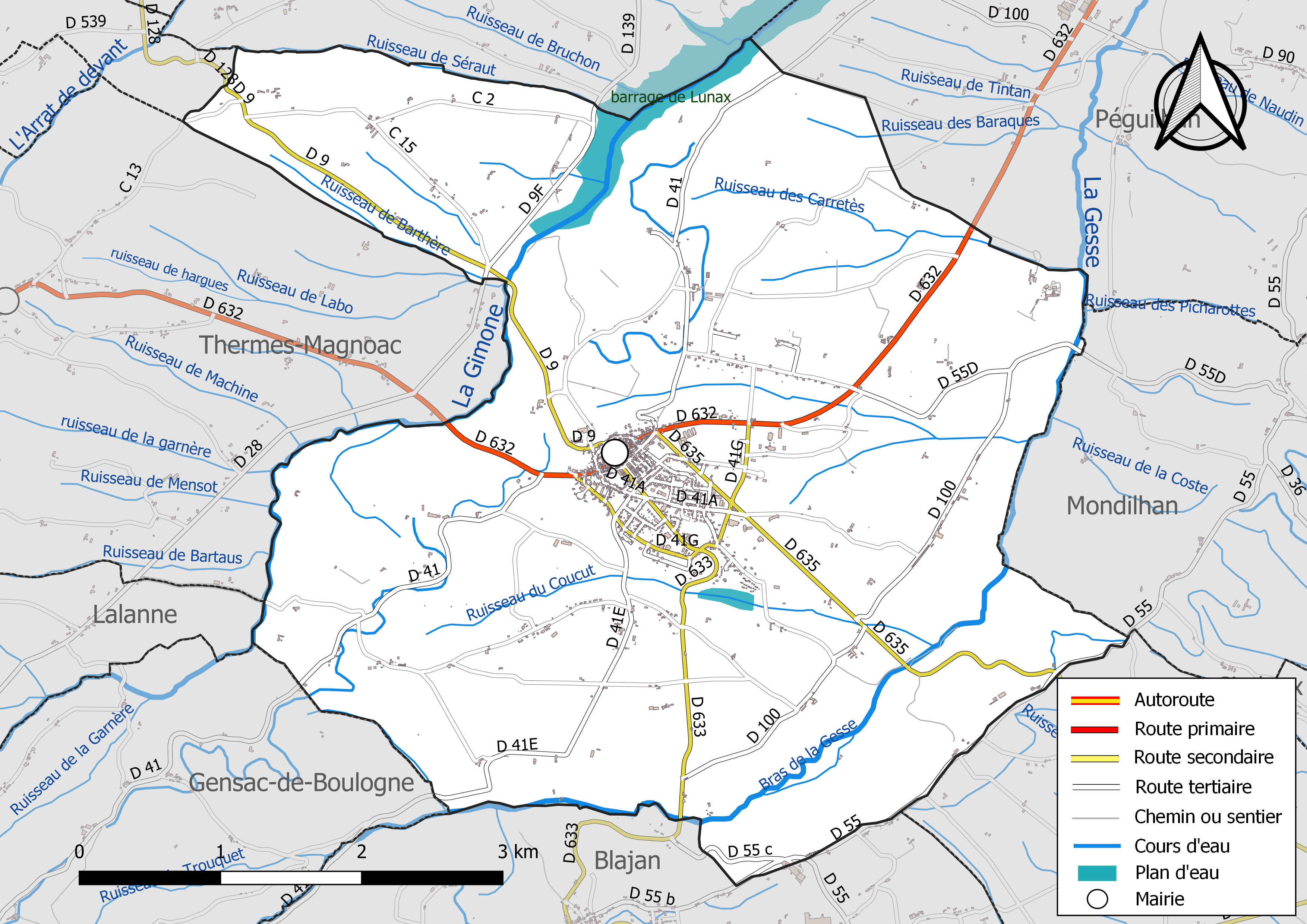
Réseaux hydrographique et routier de Boulogne-sur-Gesse.

### Climat
Pour des articles plus généraux, voir Climat de l'Occitanie et Climat de la Haute-Garonne.
En 2010, le climat de la commune est de type climat océanique altéré, selon une étude s'appuyant sur une série de données couvrant la période 1971-2000. En 2020, Météo-France publie une typologie des climats de la France métropolitaine dans laquelle la commune est toujours exposée à un climat océanique altéré et est dans la région climatique Aquitaine, Gascogne, caractérisée par une pluviométrie abondante au printemps, modérée en automne, un faible ensoleillement au printemps, un été chaud (19,5 °C), des vents faibles, des brouillards fréquents en automne et en hiver et des orages fréquents en été (15 à 20 jours).
Pour la période 1971-2000, la température annuelle moyenne est de 12,6 °C, avec une amplitude thermique annuelle de 14,9 °C. Le cumul annuel moyen de précipitations est de 873 mm, avec 9,4 jours de précipitations en janvier et 6,5 jours en juillet. Pour la période 1991-2020, la température moyenne annuelle observée sur la station météorologique la plus proche, située sur la commune de Clarac à 21 km à vol d'oiseau, est de 12,5 °C et le cumul annuel moyen de précipitations est de 804,9 mm,. Pour l'avenir, les paramètres climatiques de la commune estimés pour 2050 selon différents scénarios d'émission de gaz à effet de serre sont consultables sur un site dédié publié par Météo-France en novembre 2022.

### Milieux naturels et biodiversité

#### Réseau Natura 2000

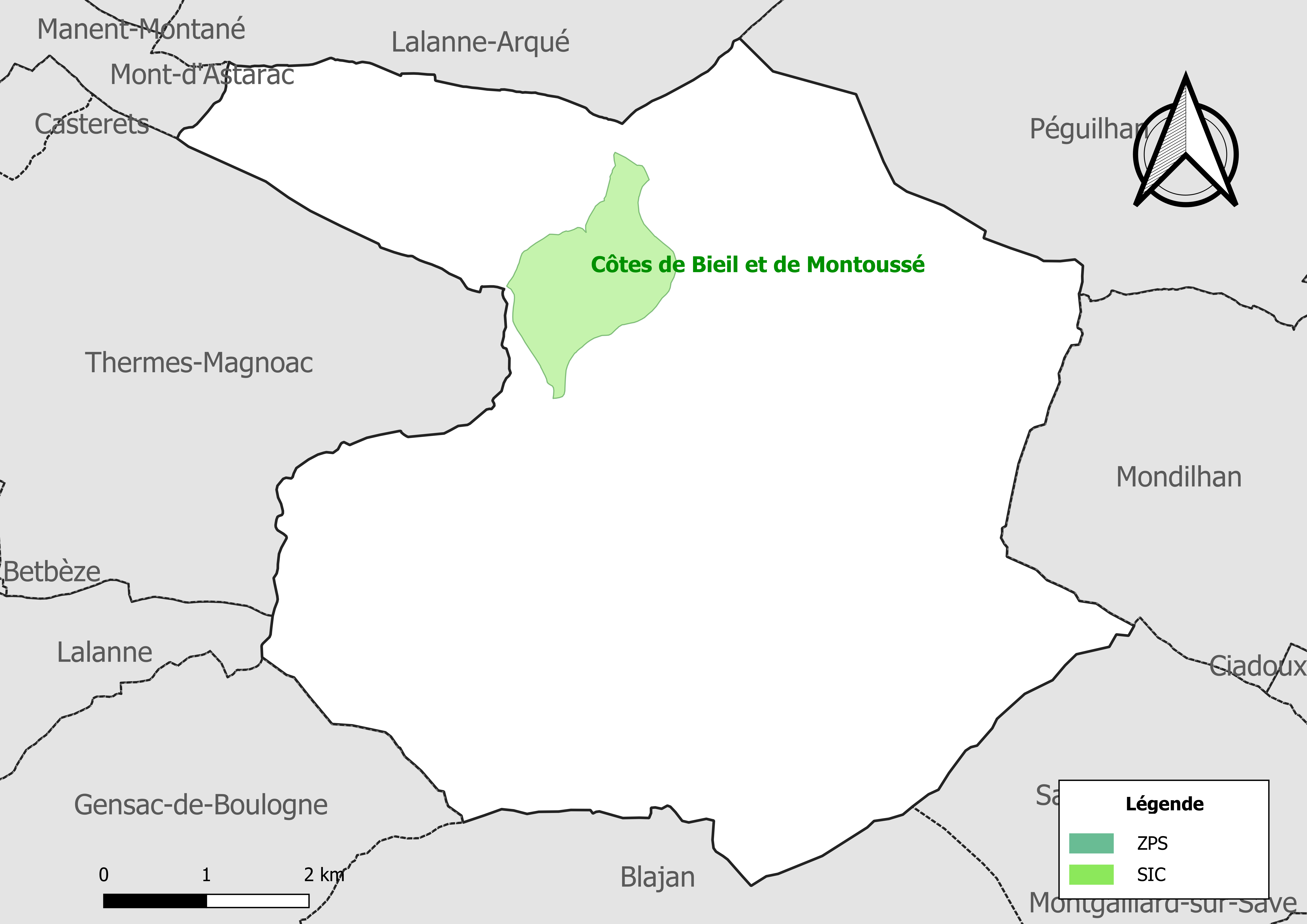
Site Natura 2000 sur le territoire communal.

Le réseau Natura 2000 est un réseau écologique européen de sites naturels d'intérêt écologique élaboré à partir des directives habitats et oiseaux, constitué de zones spéciales de conservation (ZSC) et de zones de protection spéciale (ZPS).
Un site Natura 2000 a été défini sur la commune au titre de la directive habitats : les « côtes de Bieil et de Montoussé », d'une superficie de 98,32 ha, un site préservé et représentatif de milieux bocagers sur coteaux secs.

#### Zones naturelles d'intérêt écologique, faunistique et floristique

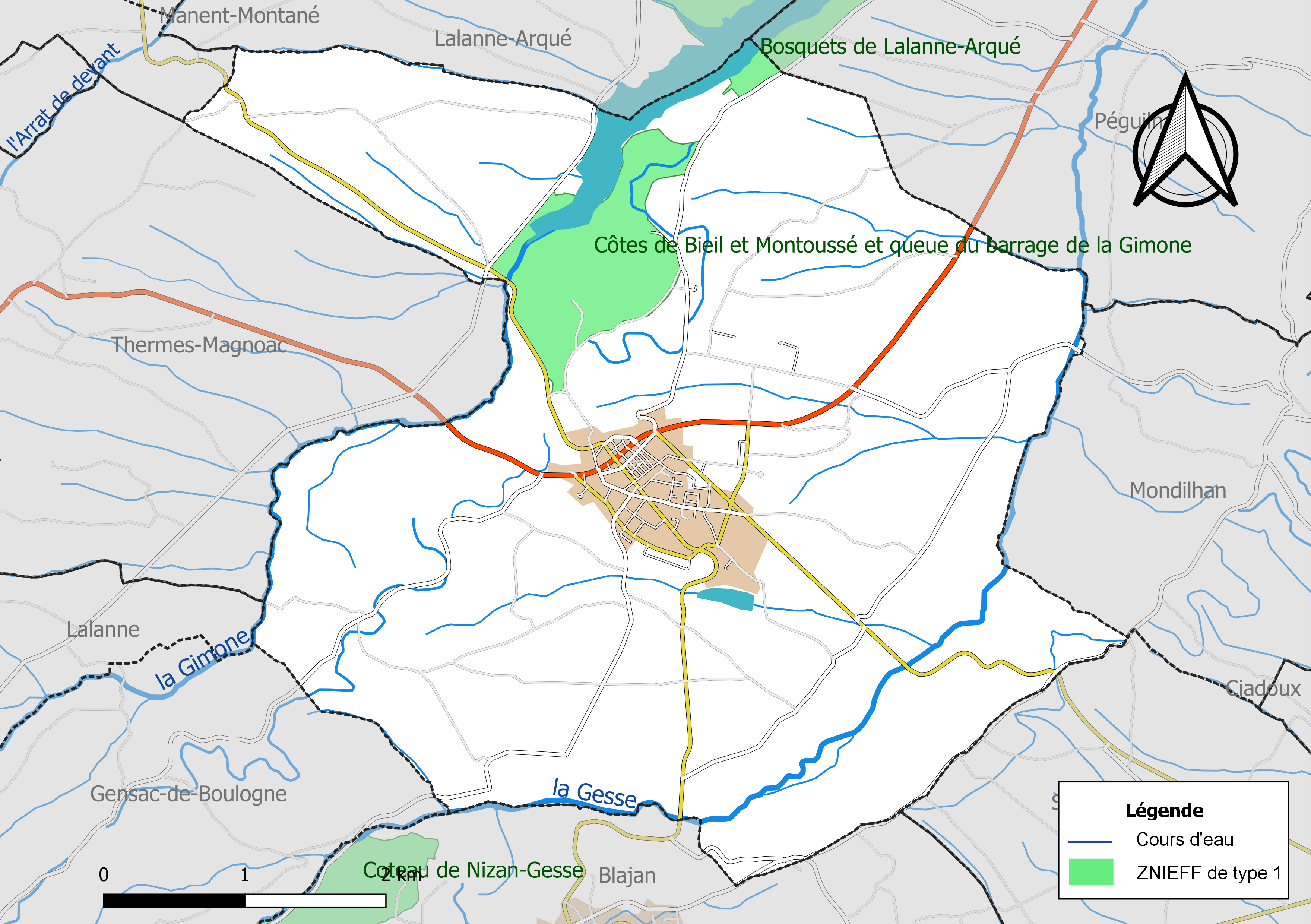
Carte des ZNIEFF de type 1 localisées sur la commune.

L’inventaire des zones naturelles d'intérêt écologique, faunistique et floristique (ZNIEFF) a pour objectif de réaliser une couverture des zones les plus intéressantes sur le plan écologique, essentiellement dans la perspective d’améliorer la connaissance du patrimoine naturel national et de fournir aux différents décideurs un outil d’aide à la prise en compte de l’environnement dans l’aménagement du territoire.
Deux ZNIEFF de type 1 sont recensées sur la commune :
les « Bosquets de Lalanne-Arqué » (312 ha), couvrant 5 communes dont trois dans la Haute-Garonne et deux dans le Gers et 
les « côtes de Bieil et Montoussé et queue du barrage de la Gimone » (125 ha)
et une ZNIEFF de type 2, : 
le « cours de la Gimone et de la Marcaoue » (3 085 ha), couvrant 60 communes dont cinq dans la Haute-Garonne, 37 dans le Gers, une dans les Hautes-Pyrénées et 17 dans le Tarn-et-Garonne.

## Urbanisme

### Typologie
Au 1er janvier 2024, Boulogne-sur-Gesse est catégorisée bourg rural, selon la nouvelle grille communale de densité à sept niveaux définie par l'Insee en 2022.
Elle est située hors unité urbaine et hors attraction des villes,.

### Occupation des sols
L'occupation des sols de la commune, telle qu'elle ressort de la base de données européenne d’occupation biophysique des sols Corine Land Cover (CLC), est marquée par l'importance des territoires agricoles (86,1 % en 2018), en diminution par rapport à 1990 (88,4 %). La répartition détaillée en 2018 est la suivante : 
zones agricoles hétérogènes (53 %), terres arables (17 %), prairies (16,1 %), forêts (8,5 %), zones urbanisées (4 %), eaux continentales (1,3 %). L'évolution de l’occupation des sols de la commune et de ses infrastructures peut être observée sur les différentes représentations cartographiques du territoire : la carte de Cassini (XVIIIe siècle), la carte d'état-major (1820-1866) et les cartes ou photos aériennes de l'IGN pour la période actuelle (1950 à aujourd'hui).

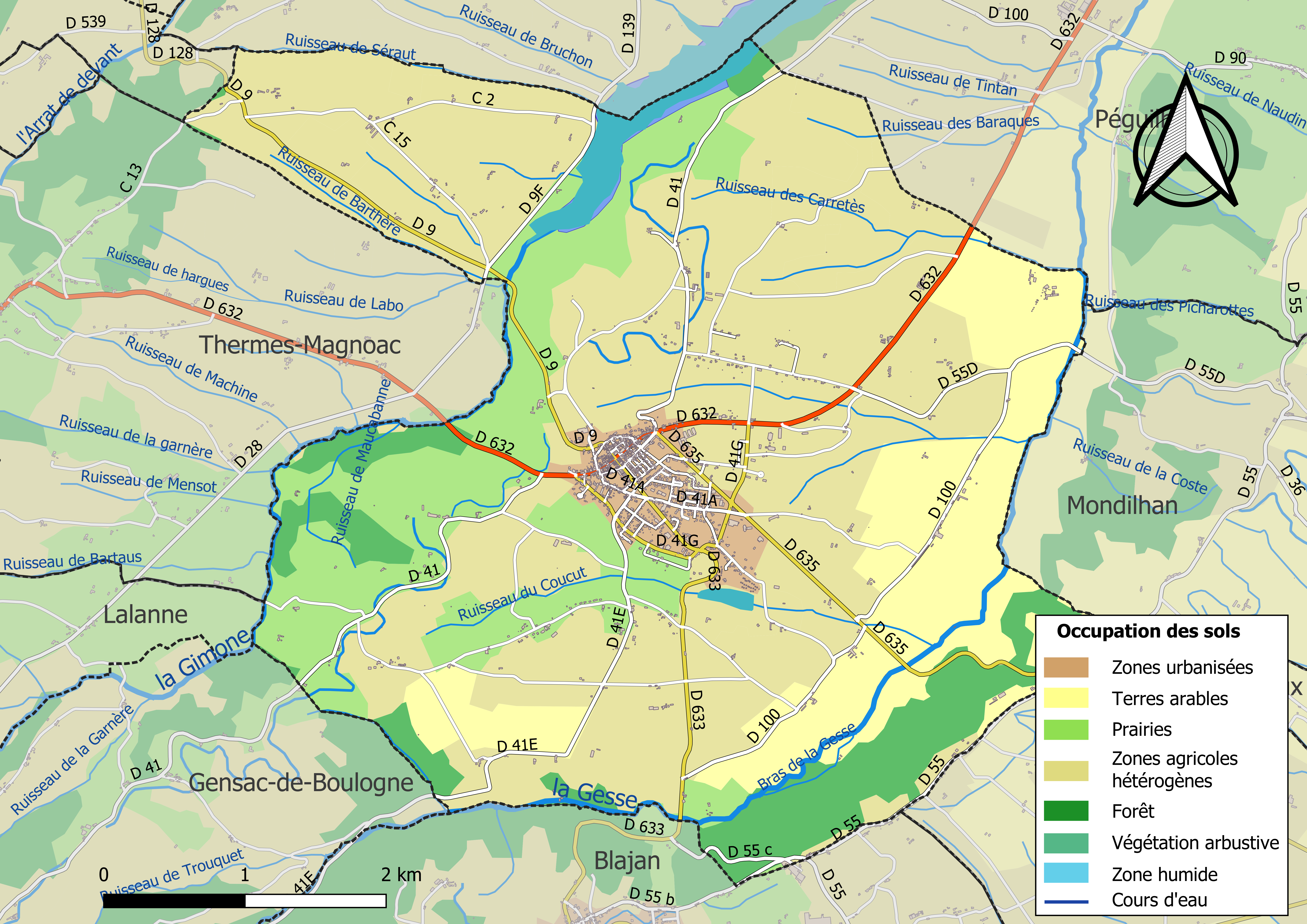
Carte des infrastructures et de l'occupation des sols de la commune en 2018 (CLC).

### Voies de communication et transports

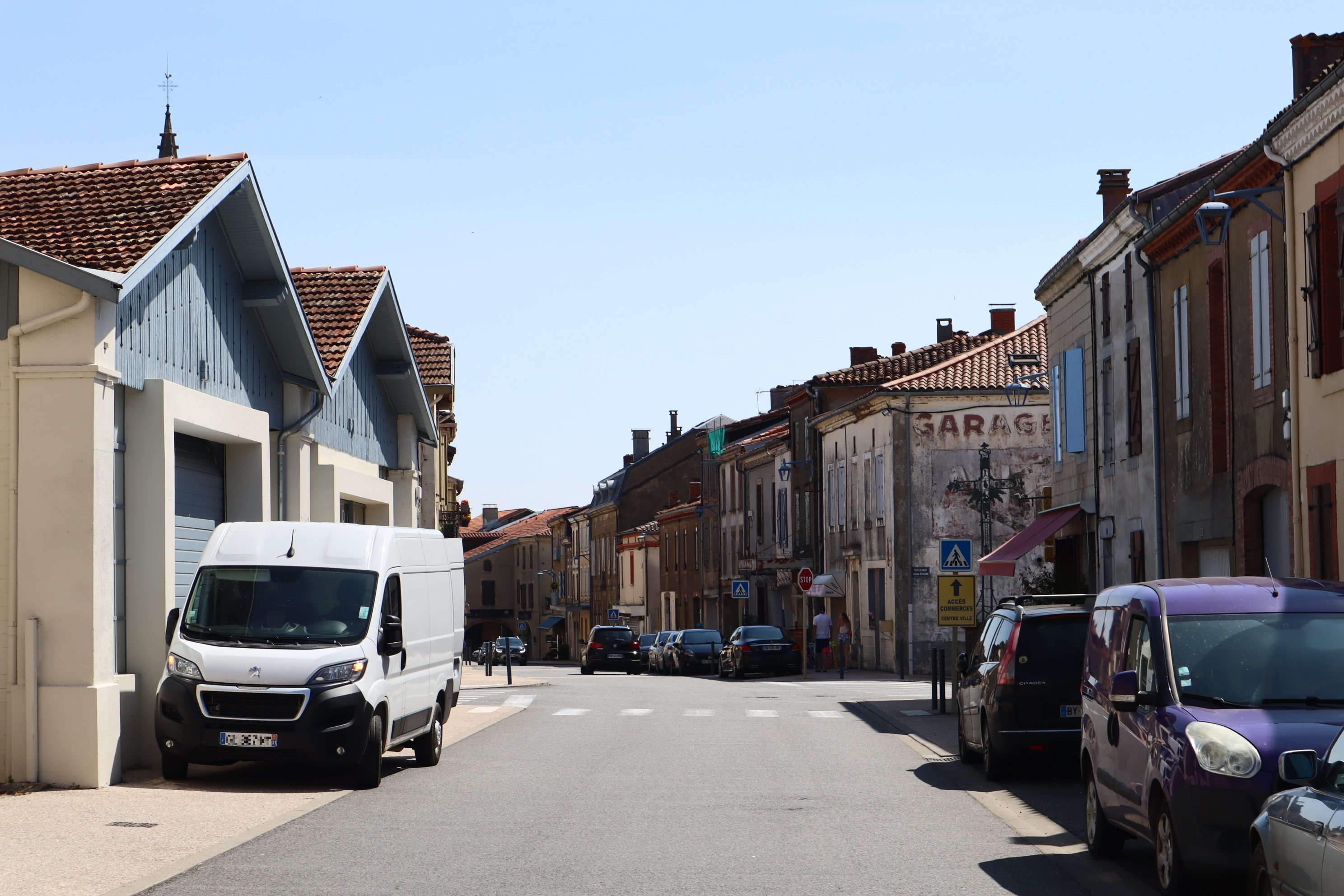
La rue Barry d'en Haut.

Accès par la route : avec les anciennes route nationale 632, route nationale 633 et route nationale 635.
- Par l'autobus : lignes régulières de transport interurbain réseau Arc-en-ciel (anciennement SEMVAT).
- À noter l'ancienne ligne de Toulouse à Boulogne-sur-Gesse avec le Viaduc des Coucuts et la gare de Boulogne-sur-Gesse fermés le 31 décembre 1949.

### Risques majeurs
Le territoire de la commune de Boulogne-sur-Gesse est vulnérable à différents aléas naturels : météorologiques (tempête, orage, neige, grand froid, canicule ou sécheresse), inondations et séisme (sismicité faible). Il est également exposé à un risque technologique, et  le risque industriel. Un site publié par le BRGM permet d'évaluer simplement et rapidement les risques d'un bien localisé soit par son adresse soit par le numéro de sa parcelle.

#### Risques naturels
Certaines parties du territoire communal sont susceptibles d’être affectées par le risque d’inondation par débordement de cours d'eau, notamment la Gesse. La commune a été reconnue en état de catastrophe naturelle au titre des dommages causés par les inondations et coulées de boue survenues en 1982, 1998, 1999, 2009 et 2013,.

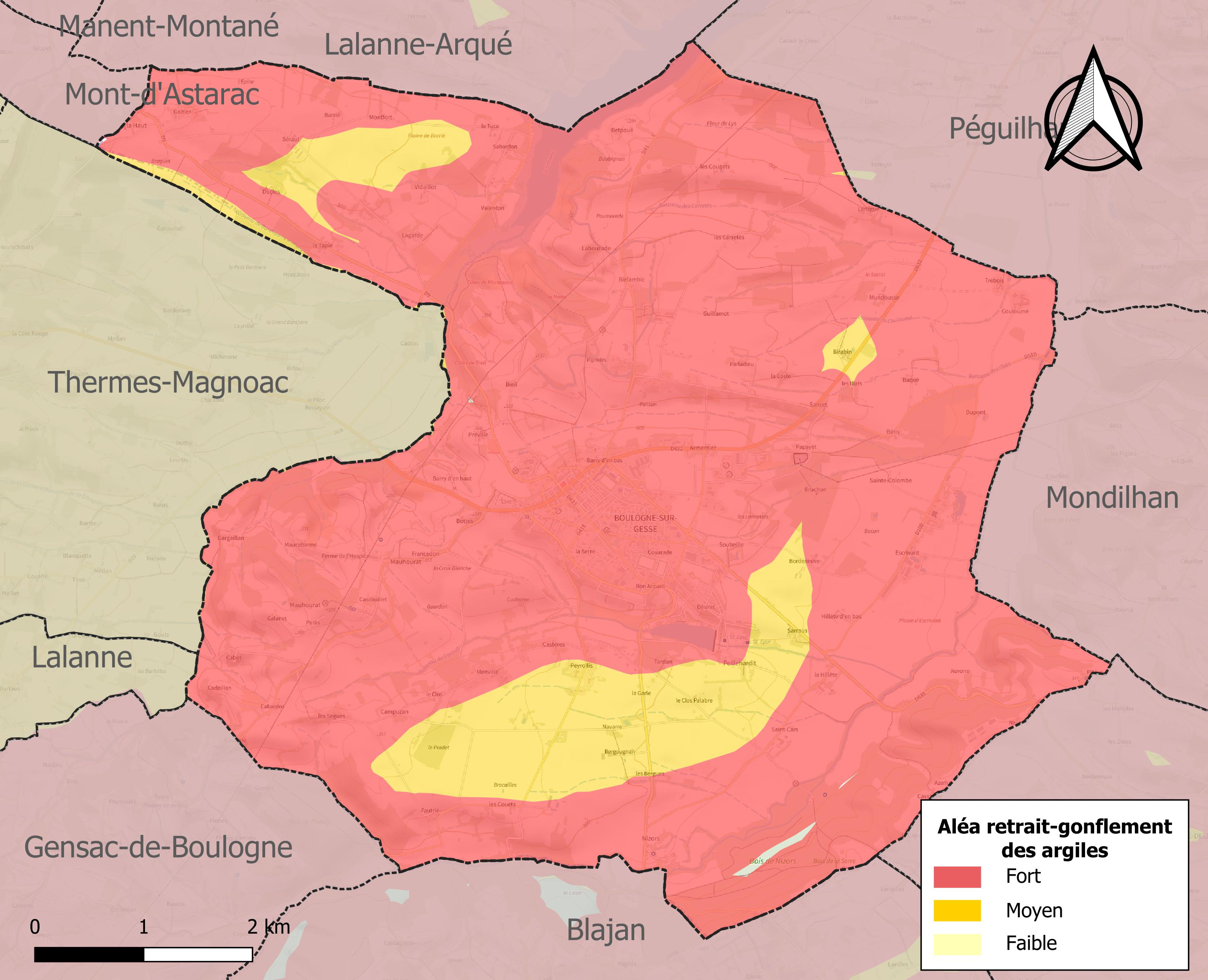
Carte des zones d'aléa retrait-gonflement des sols argileux de Boulogne-sur-Gesse.

Le retrait-gonflement des sols argileux est susceptible d'engendrer des dommages importants aux bâtiments en cas d’alternance de périodes de sécheresse et de pluie. 99,9 % de la superficie communale est en aléa moyen ou fort (88,8 % au niveau départemental et 48,5 % au niveau national). Sur les 739 bâtiments dénombrés sur la commune en 2019, 739 sont en aléa moyen ou fort, soit 100 %, à comparer aux 98 % au niveau départemental et 54 % au niveau national. Une cartographie de l'exposition du territoire national au retrait gonflement des sols argileux est disponible sur le site du BRGM,.
Par ailleurs, afin de mieux appréhender le risque d’affaissement de terrain, l'inventaire national des cavités souterraines permet de localiser celles situées sur la commune.
Concernant les mouvements de terrains, la commune a été reconnue en état de catastrophe naturelle au titre des dommages causés par la sécheresse en 1989, 1993, 2003, 2016 et 2017 et par des mouvements de terrain en 1999 et 2013.

#### Risques technologiques
La commune est exposée au risque industriel du fait de la présence sur son territoire d'une entreprise soumise à la directive européenne SEVESO.

## Toponymie
À l'instar de nombreuses autres villes neuves fondées à la même époque, Bologne-sur-Gesse emprunte son nom à une ville prestigieuse, Bologne en Italie, comme gage du succès de son développement.

## Histoire
La bastide de Boulogne fut fondée en 1286 par Eustache de Beaumarchais, sénéchal de Toulouse, pour le compte du roi de France, en paréage avec l'abbaye de Nizors sous l'abbé Taillefer.
Jusqu'à la Révolution, Boulogne (Boulogne-sur-Gesse depuis 1958) était une des nombreuses enclaves de la Jugerie de Rivière-Verdun avec les paroisses de Saint-Pé-Delbosc (Haute-Garonne) et de Lalanne-Arqué (Gers), toutes les trois étant alors des paroisses du Comminges en limite de la Gascogne.

### Héraldique
| Boulogne-sur-Gesse | Son blasonnement est : De gueules à l'aigle bicéphale d'argent, au chef cousu d'azur chargé de trois fleurs de lys d'or. |

## Politique et administration

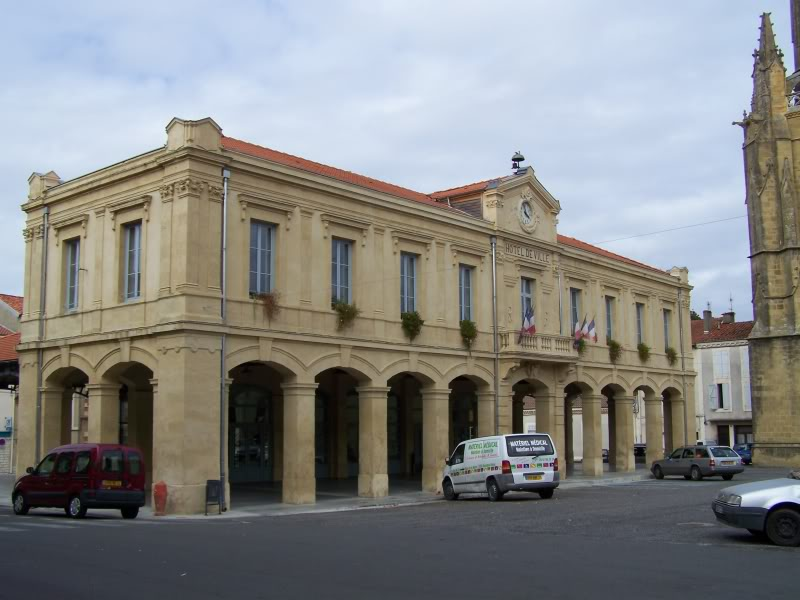
La mairie de Boulogne-sur-Gesse.

### Administration municipale
Le nombre d'habitants au recensement de 2011 étant compris entre 1 500 habitants et 2 499 habitants, le nombre de membres du conseil municipal pour l'élection de 2014 est de dix neuf,.

### Rattachements administratifs et électoraux
Commune faisant partie de la huitième circonscription de la Haute-Garonne de la communauté de communes Cœur et Coteaux de Comminges et du canton de Saint-Gaudens (avant le redécoupage départemental de 2014, Boulogne-sur-Gesse était le chef-lieu de l'ex-canton de Boulogne-sur-Gesse) et avant le 1er janvier 2017 de la communauté de communes du Boulonnais.

### Liste des maires
| Période                                  | Période       | Identité          | Étiquette | Qualité                         |
| ---------------------------------------- | ------------- | ----------------- | --------- | ------------------------------- |
| Les données manquantes sont à compléter. |               |                   |           |                                 |
| 1995                                     | novembre 2017 | Pierre Médevielle | UDI       | Pharmacien Sénateur depuis 2014 |
| novembre 2017                            | En cours      | Alain Boubée      | DVD       |                                 |

### Jumelages
- Gratentour (France)

## Population et société

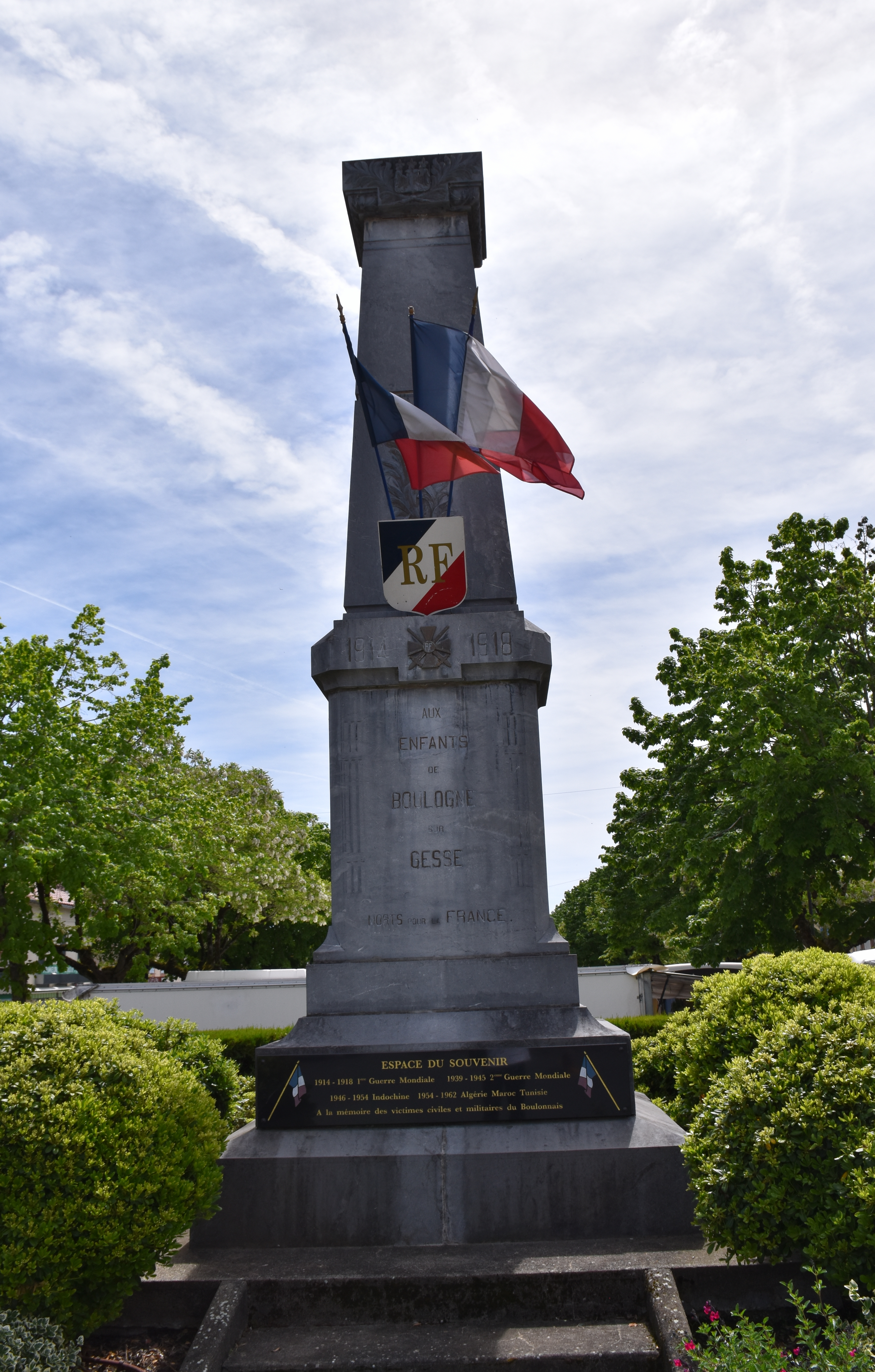
Le monument aux morts.

### Démographie
L'évolution du nombre d'habitants est connue à travers les recensements de la population effectués dans la commune depuis 1793. Pour les communes de moins de 10 000 habitants, une enquête de recensement portant sur toute la population est réalisée tous les cinq ans, les populations de référence des années intermédiaires étant quant à elles estimées par interpolation ou extrapolation. Pour la commune, le premier recensement exhaustif entrant dans le cadre du nouveau dispositif a été réalisé en 2004.

En 2022, la commune comptait 1 658 habitants, en évolution de +3,88 % par rapport à 2016 (Haute-Garonne : +8,02 %, France hors Mayotte : +2,11 %).
| 1793  | 1800  | 1806  | 1821  | 1831  | 1836  | 1841  | 1846  | 1851  |
| ----- | ----- | ----- | ----- | ----- | ----- | ----- | ----- | ----- |
| 1 410 | 1 372 | 1 555 | 1 590 | 1 587 | 1 795 | 1 848 | 1 872 | 1 864 |

| 1856  | 1861  | 1866  | 1872  | 1876  | 1881  | 1886  | 1891  | 1896  |
| ----- | ----- | ----- | ----- | ----- | ----- | ----- | ----- | ----- |
| 1 979 | 2 003 | 1 976 | 1 959 | 1 846 | 1 975 | 1 984 | 2 000 | 1 892 |

| 1901  | 1906  | 1911  | 1921  | 1926  | 1931  | 1936  | 1946  | 1954  |
| ----- | ----- | ----- | ----- | ----- | ----- | ----- | ----- | ----- |
| 1 898 | 1 767 | 1 760 | 1 591 | 1 519 | 1 528 | 1 553 | 1 444 | 1 616 |

| 1962  | 1968  | 1975  | 1982  | 1990  | 1999  | 2004  | 2006  | 2009  |
| ----- | ----- | ----- | ----- | ----- | ----- | ----- | ----- | ----- |
| 1 777 | 1 865 | 1 756 | 1 671 | 1 531 | 1 433 | 1 620 | 1 664 | 1 612 |

| 2014  | 2019  | 2022  | - | - | - | - | - | - |
| ----- | ----- | ----- | - | - | - | - | - | - |
| 1 604 | 1 648 | 1 658 | - | - | - | - | - | - |

| selon la population municipale des années : | 1968 | 1975 | 1982 | 1990 | 1999 | 2006 | 2009 | 2013 |
| Rang de la commune dans le département      | 37   | 52   | 69   | 84   | 105  | 109  | 116  | 122  |
| Nombre de communes du département           | 592  | 582  | 586  | 588  | 588  | 588  | 589  | 589  |

### Enseignement
Boulogne-sur-Gesse fait partie de l'académie de Toulouse.
- Groupe Scolaire de Boulogne-sur-Gesse.
- Collège Charles Suran.

### Manifestations culturelles et festivités
Les manifestations festives à Boulogne-sur-Gesse sont la fête foraine, la bodéga et une exposition sur le thème de l'agriculture. Ces activités sont essentiellement concentrées durant la période estivale.

### Sports
Rugby à XV 
L'US Boulonnaise, mis en sommeil en 2013 et recréé en 2015, devient :
- Champion de France de 4e série 2015-2016 en disposant de l'AOCB Caudecoste par 41 à 7[42] ;
- Champion de France de 3e série 2016-2017 en disposant du RC Mazères XV par 15 à 12 ;
- Champion de France de 2e série 2017-2018 en disposant du Limoges Étudiants Club par 15 à 0.

Cyclisme 
- Route du Sud
  - Route du Sud 2015

#### Équipements sportifs
Piscine, stade municipal Charles Suran (terrain de football et terrain de rugby).

## Économie

### Revenus
En 2018  (données Insee publiées en septembre 2021), la commune compte 687 ménages fiscaux, regroupant 1 330 personnes. La médiane du revenu disponible par unité de consommation est de 19 010 € (23 140 € dans le département).

### Emploi
|                | 2008  | 2013  | 2018   |
| -------------- | ----- | ----- | ------ |
| Commune        | 6,5 % | 9,6 % | 10,1 % |
| Département    | 7,7 % | 9,6 % | 9,3 %  |
| France entière | 8,3 % | 10 %  | 10 %   |

En 2018, la population âgée de 15 à 64 ans s'élève à 804 personnes, parmi lesquelles on compte 72,1 % d'actifs (62 % ayant un emploi et 10,1 % de chômeurs) et 27,9 % d'inactifs,. En  2018, le taux de chômage communal (au sens du recensement) des 15-64 ans est supérieur à celui du département et de la France, alors qu'en 2008 la situation était inverse.
La commune est hors attraction des villes,. Elle compte 867 emplois en 2018, contre 831 en 2013 et 792 en 2008. Le nombre d'actifs ayant un emploi résidant dans la commune est de 505, soit un indicateur de concentration d'emploi de 171,7 % et un taux d'activité parmi les 15 ans ou plus de 40,8 %.
Sur ces 505 actifs de 15 ans ou plus ayant un emploi, 289 travaillent dans la commune, soit 57 % des habitants. Pour se rendre au travail, 75,9 % des habitants utilisent un véhicule personnel ou de fonction à quatre roues, 1 % les transports en commun, 13,6 % s'y rendent en deux-roues, à vélo ou à pied et 9,6 % n'ont pas besoin de transport (travail au domicile).

### Activités hors agriculture

#### Secteurs d'activités
177 établissements sont implantés  à Boulogne-sur-Gesse au 31 décembre 2019. Le tableau ci-dessous en détaille le nombre par secteur d'activité et compare les ratios avec ceux du département,.
| Secteur d'activité                                                                                        | Commune | Commune | Département |
| Secteur d'activité                                                                                        | Nombre  | %       | %           |
| --- | ------- | ------- | ----------- |
| Ensemble                                                                                                  | 177     | 100 %   | (100 %)     |
| Industrie manufacturière, industries extractives et autres                                                | 16      | 9 %     | (5,7 %)     |
| Construction                                                                                              | 18      | 10,2 %  | (12 %)      |
| Commerce de gros et de détail, transports, hébergement et restauration                                    | 54      | 30,5 %  | (25,9 %)    |
| Information et communication                                                                              | 1       | 0,6 %   | (4,1 %)     |
| Activités financières et d'assurance                                                                      | 8       | 4,5 %   | (3,8 %)     |
| Activités immobilières                                                                                    | 9       | 5,1 %   | (4,2 %)     |
| Activités spécialisées, scientifiques et techniques et activités de services administratifs et de soutien | 23      | 13 %    | (19,8 %)    |
| Administration publique, enseignement, santé humaine et action sociale                                    | 39      | 22 %    | (16,6 %)    |
| Autres activités de services                                                                              | 9       | 5,1 %   | (7,9 %)     |

Le secteur du commerce de gros et de détail, des transports, de l'hébergement et de la restauration est prépondérant sur la commune puisqu'il représente 30,5 % du nombre total d'établissements de la commune (54 sur les 177 entreprises implantées  à Boulogne-sur-Gesse), contre 25,9 % au niveau départemental.

#### Entreprises et commerces

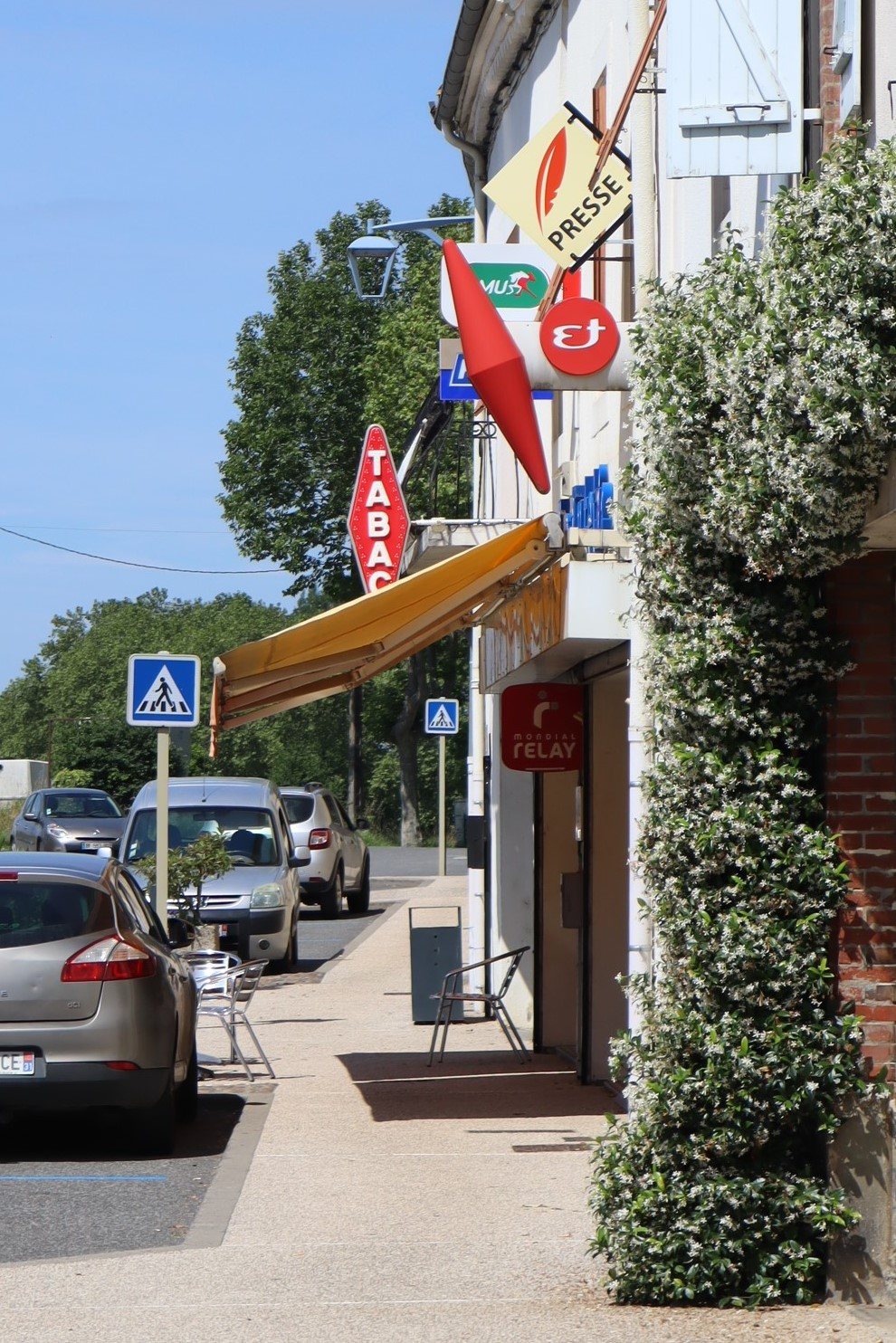
Tabac-presse en juin 2023.

Les cinq entreprises ayant leur siège social sur le territoire communal qui génèrent le plus de chiffre d'affaires en 2020 sont : 
- Berfasyl, supermarchés (13 337 k€)
- Entreprise Gestas Et Fils, commerce de gros (commerce interentreprises) de bois et de matériaux de construction (10 771 k€)
- SN Zubiate, construction de réseaux pour fluides (3 503 k€)
- Societe Boubee Gerard Et Compagnie, transports routiers réguliers de voyageurs (3 228 k€)
- Dinnat SARL, location de terrains et d'autres biens immobiliers (3 148 k€)

### Agriculture
La commune est dans les « Coteaux de Gascogne », une petite région agricole occupant une partie ouest du département de la Haute-Garonne, constitué d'un relief de cuestas et de vallées peu profondes, creusés par les rivières issues du massif pyrénéen, avec une activité de polyculture et d’élevage. En 2020, l'orientation technico-économique de l'agriculture  sur la commune est la polyculture et/ou le polyélevage.
|               | 1988  | 2000  | 2010  | 2020  |
| ------------- | ----- | ----- | ----- | ----- |
| Exploitations | 61    | 39    | 36    | 27    |
| SAU (ha)      | 1 431 | 1 265 | 1 319 | 1 273 |

Le nombre d'exploitations agricoles en activité et ayant leur siège dans la commune est passé de 61 lors du recensement agricole de 1988  à 39 en 2000 puis à 36 en 2010 et enfin à 27 en 2020, soit une baisse de 56 % en 32 ans. Le même mouvement est observé à l'échelle du département qui a perdu pendant cette période 57 % de ses exploitations,. La surface agricole utilisée sur la commune a également diminué, passant de 1 431 ha en 1988 à 1 273 ha en 2020. Parallèlement la surface agricole utilisée moyenne par exploitation a augmenté, passant de 23 à 47 ha.

## Culture locale et patrimoine

### Lieux et monuments

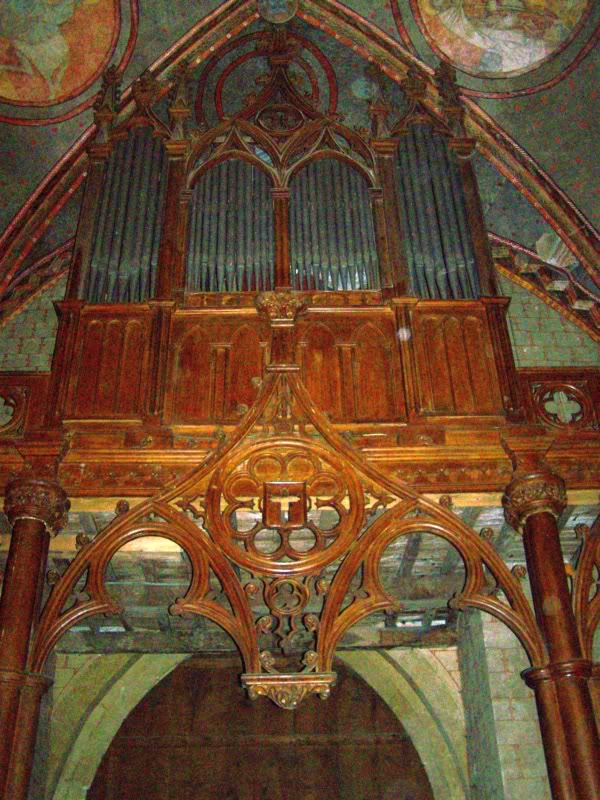
L'intérieur de l'église Notre-Dame de l'Assomption.

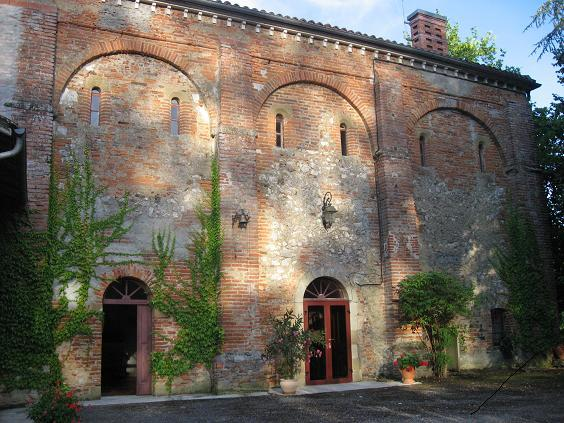
La façade de l'abbaye de la Bénisson-Dieu de Nizors.

- Abbaye de la Bénisson-Dieu de Nizors, fondée vers 1180 par l'abbaye de Bonnefont.
- Église Notre-Dame de l'Assomption classée aux monuments historiques[48].
- Halle-mairie de Boulogne-sur-Gesse classée aux monuments historiques[49].
- Chapelle de Sérault construite en 1773.
- Viaduc des Coucuts et le lac alentour.
- Grottes de Montmaurin, grottes de la Save, gorges de la Save.
- Lac de la Gimone (280 hectares)[50].

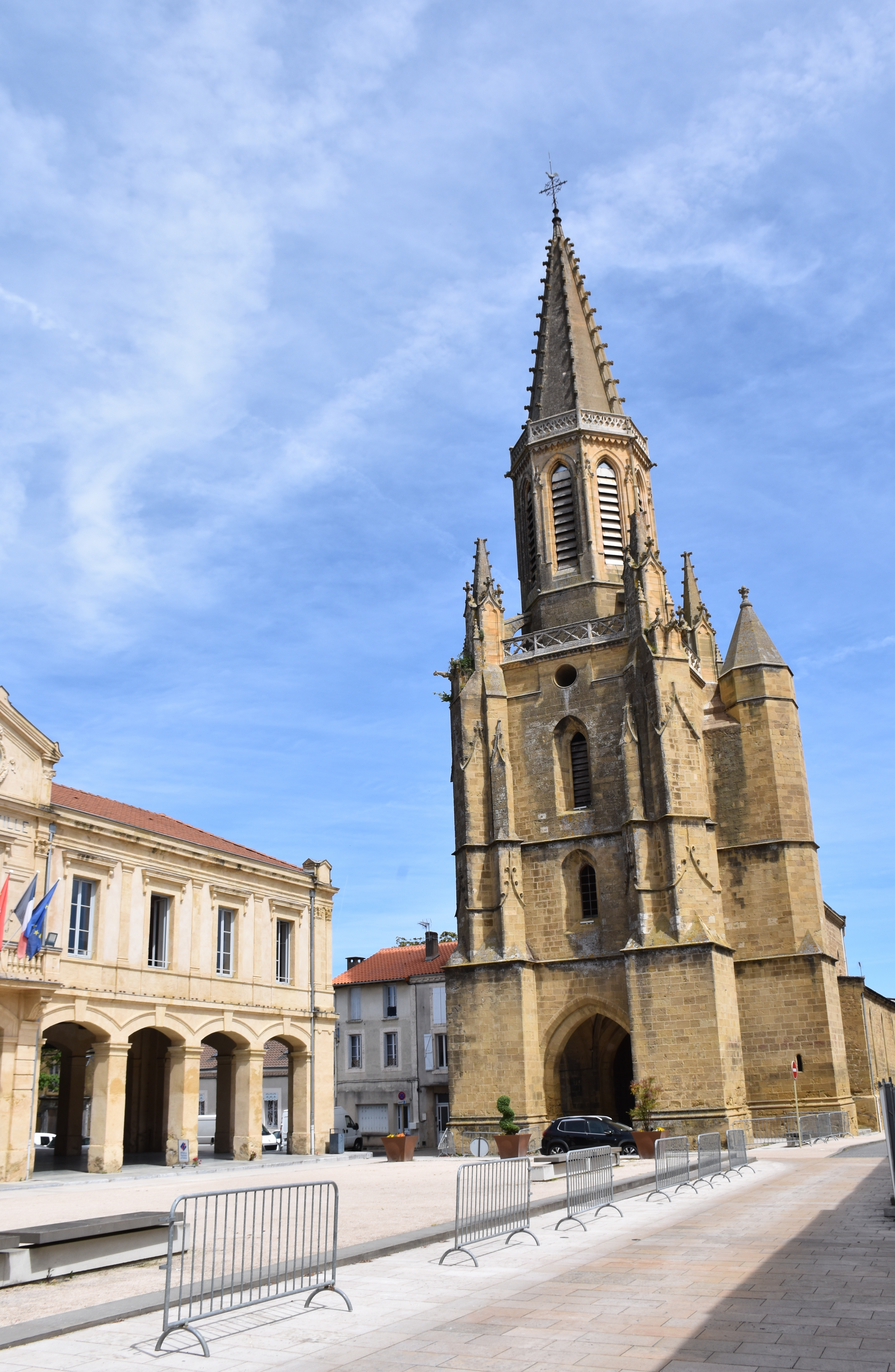
La façade ouest de l'église.
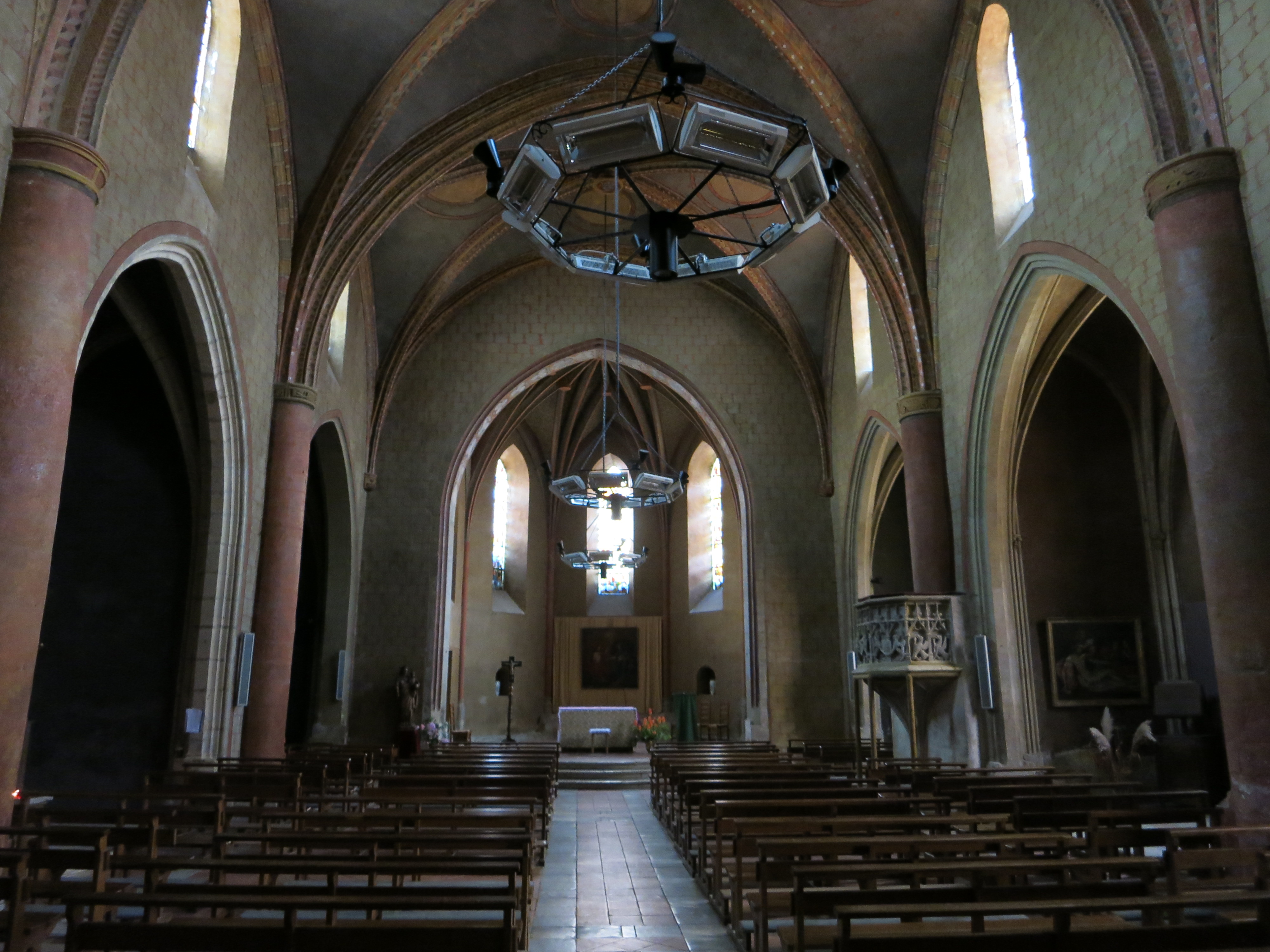
La nef de l'église.
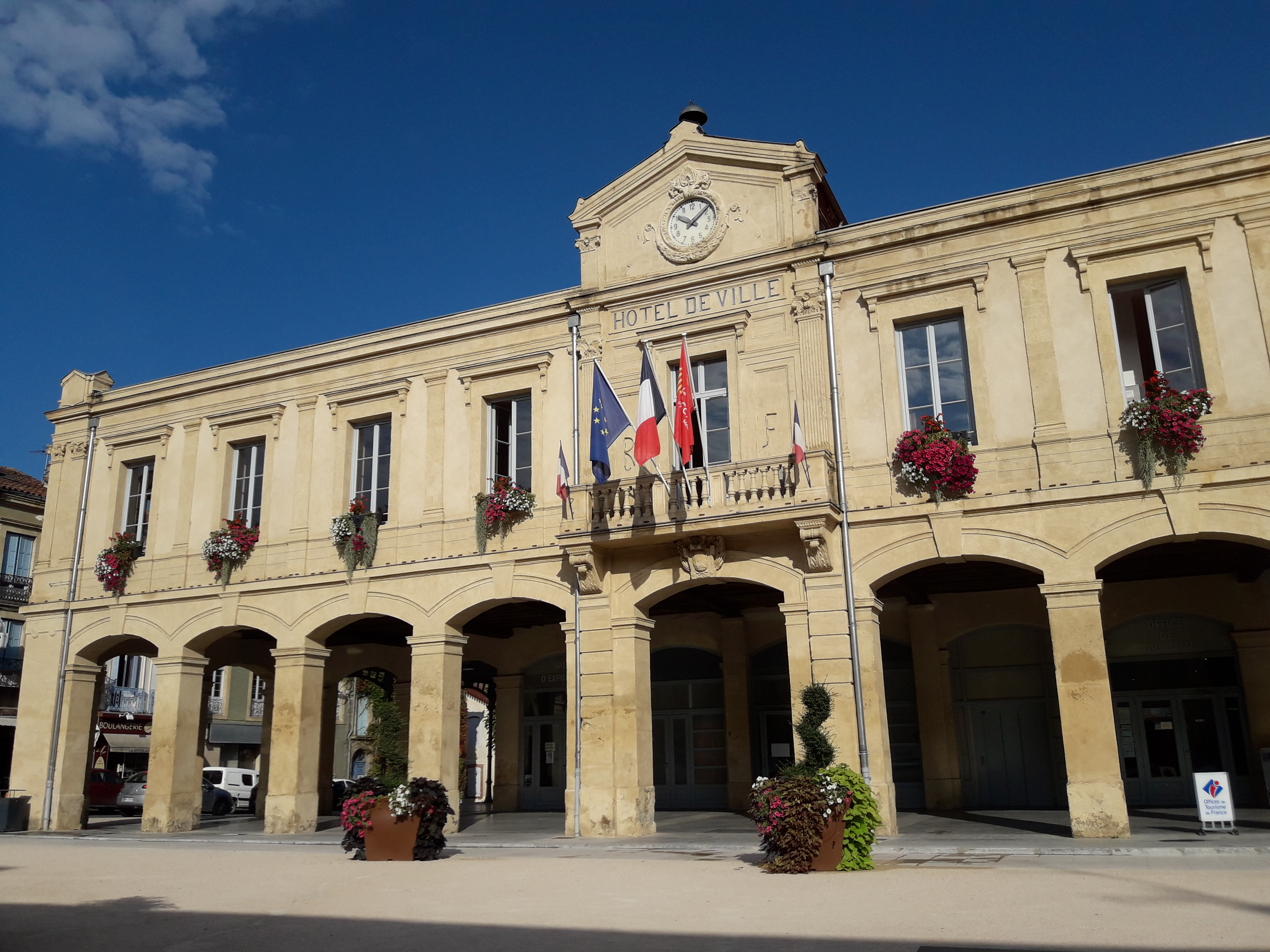
Autre vue de la mairie.
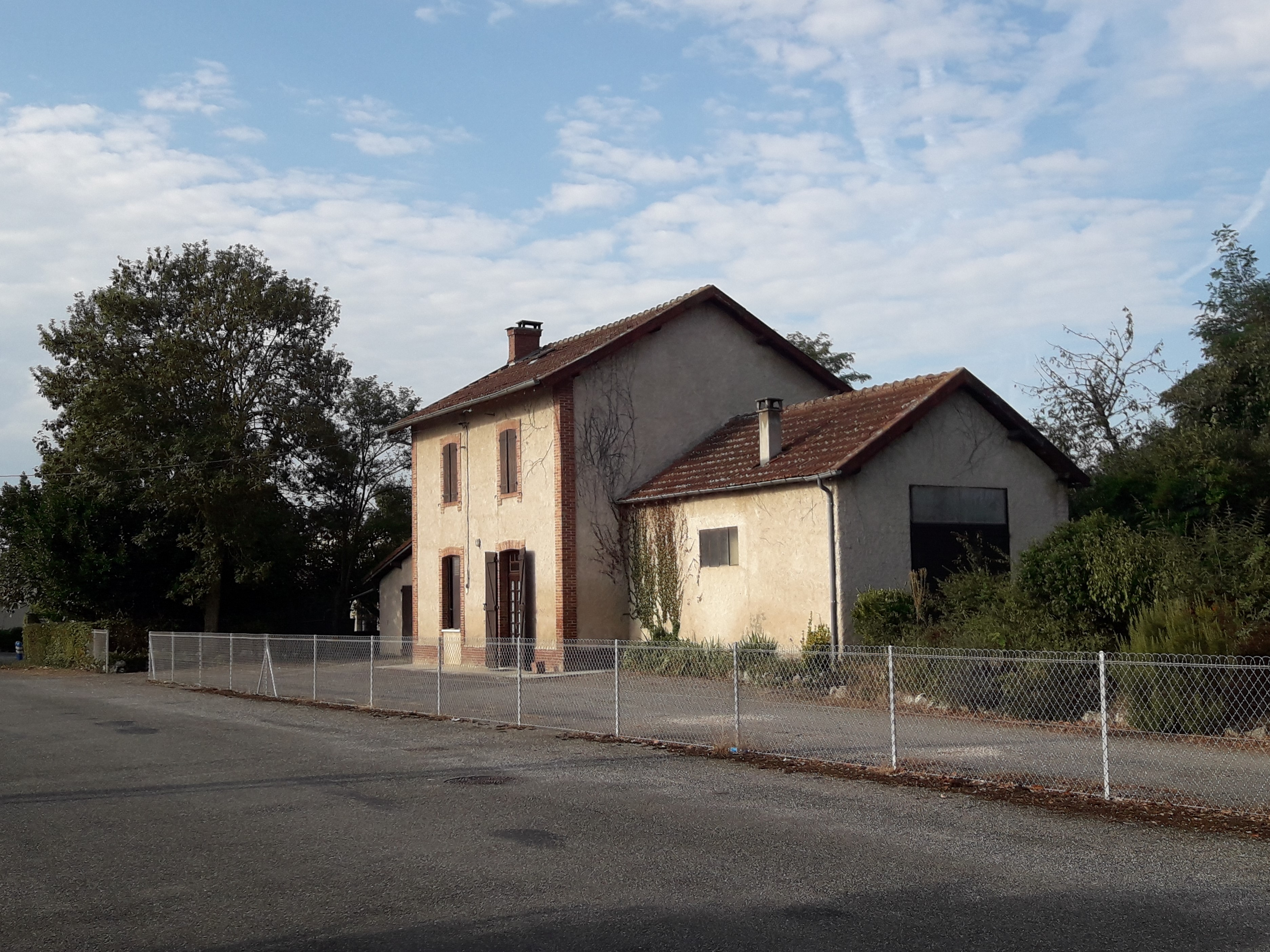
L'ancienne gare.
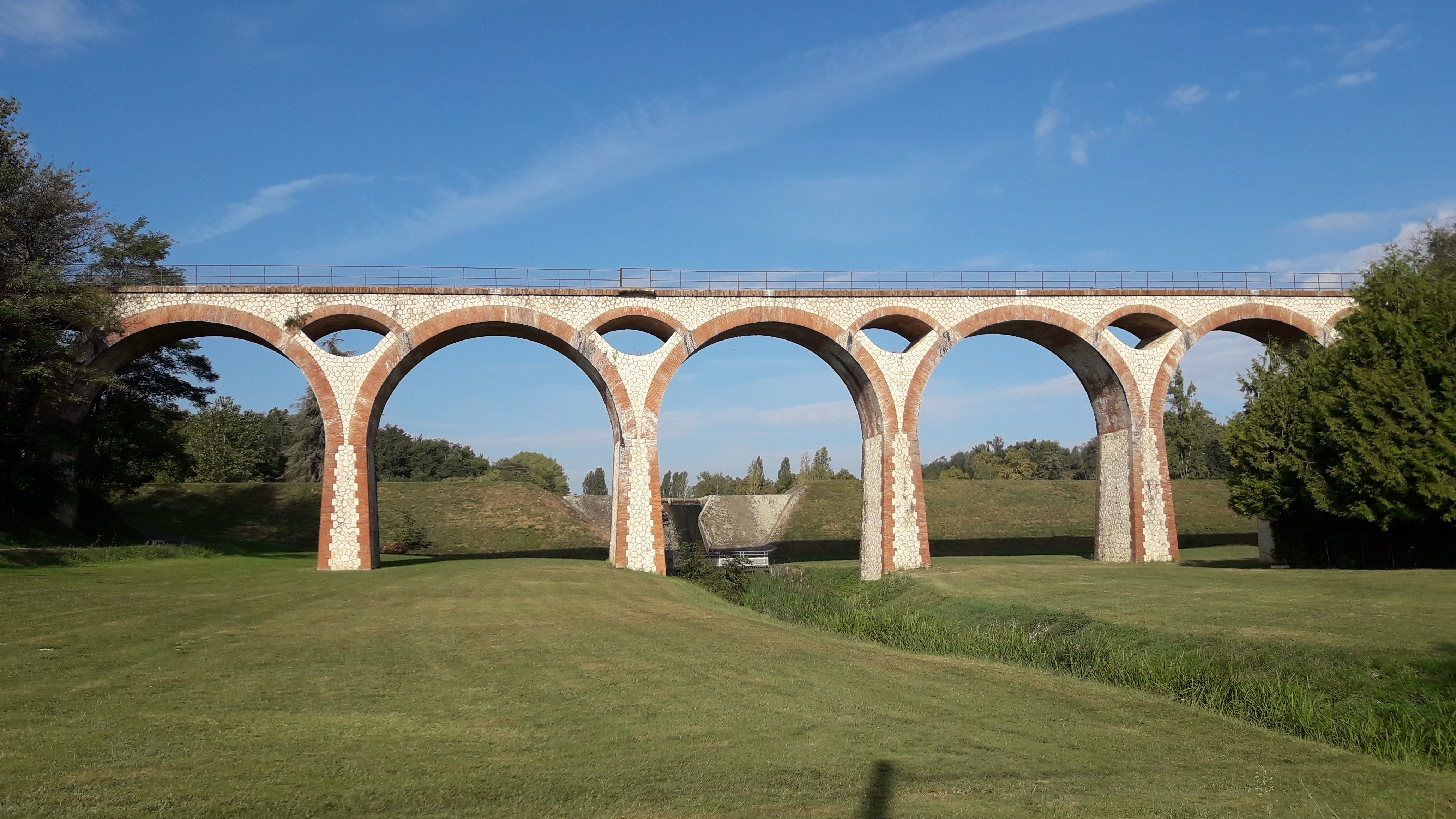
Le viaduc des Coucuts.
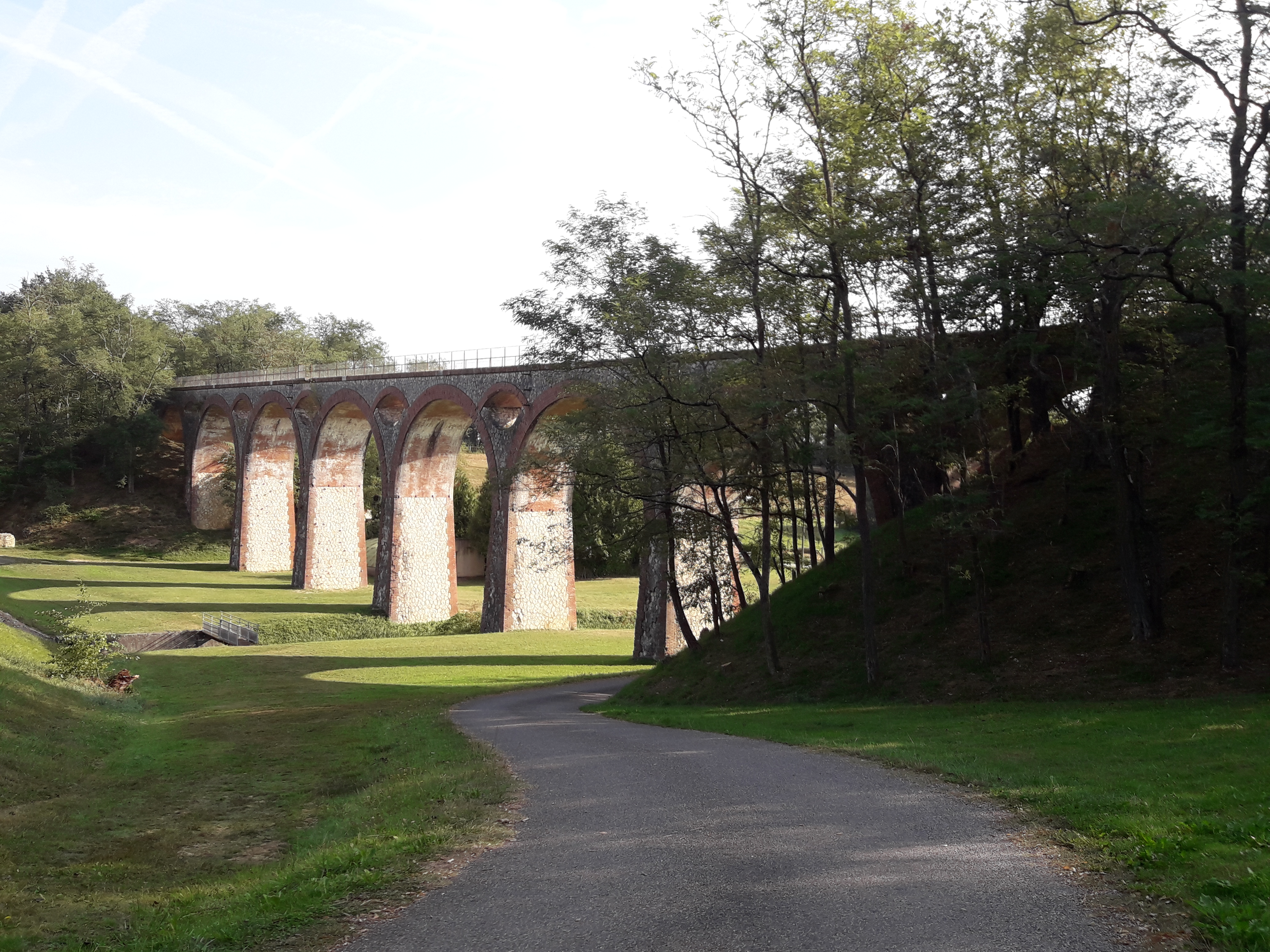
Autre vue du viaduc.
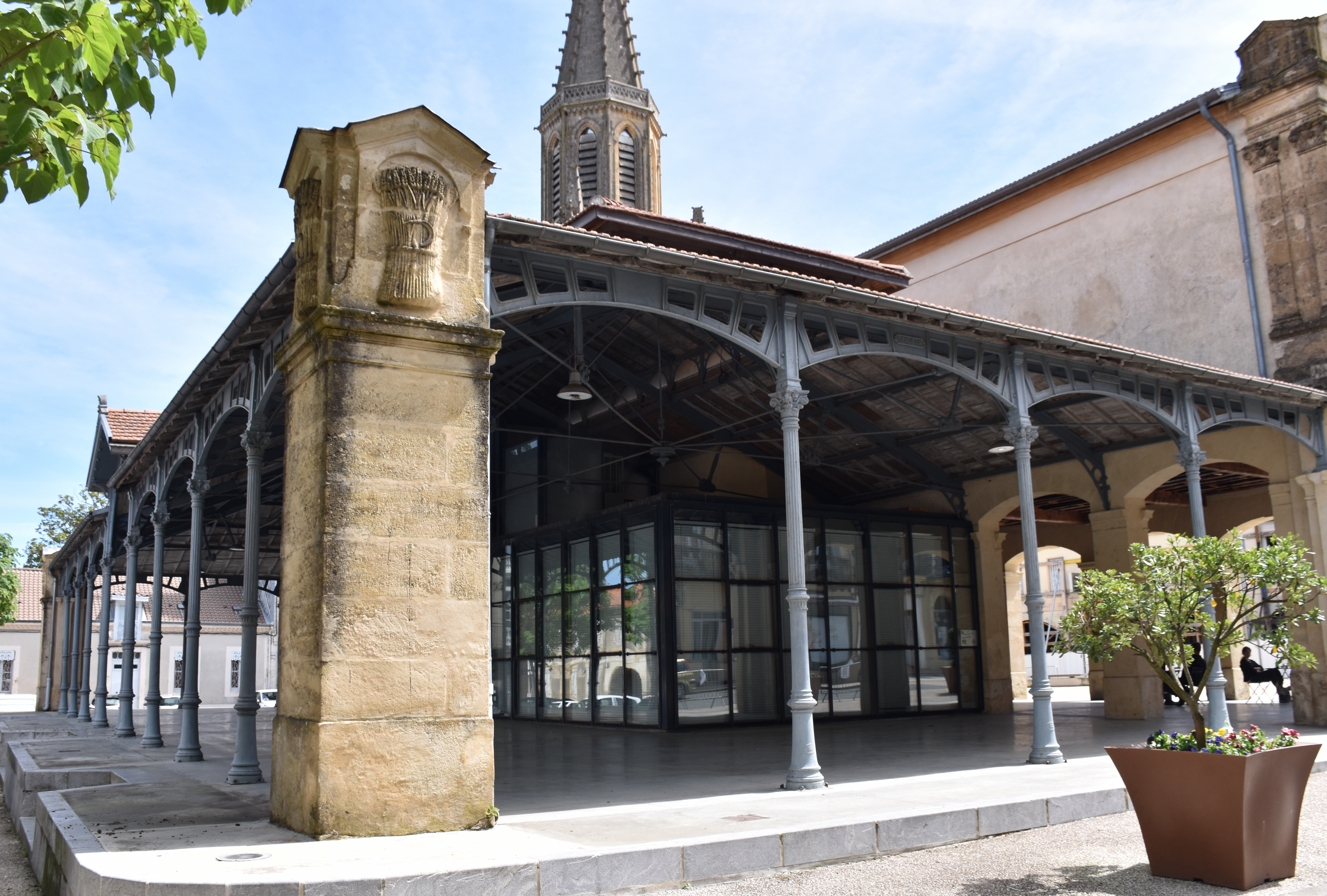
L'ancienne halle aux grains.

### Personnalités liées à la commune
- Guy Du Faur de Pibrac.
- Pierre Dutour.
- Jean-Claude Blanchard, footballeur y est né et y passe sa retraite[51].
- Jacques Moujica, coureur cycliste professionnel. En 1949, Jésus Mujica, après avoir raté de peu la victoire dans Paris-Roubaix à la suite d'une erreur de parcours à l'entrée du vélodrome André-Pétrieux, remporte Bordeaux-Paris. Malheureusement, sa carrière sera brutalement interrompue au début de l'année 1950 puisqu'il sera tué dans un accident de la route en compagnie du champion de France Jean Rey.
- Emmanuel Pérès de Lagesse, maire au début de la Révolution, député à la Convention, président du Conseil des Anciens et préfet de Sambre-et-Meuse.